# نیکاتنا (۴)
نیکاتنا (به لاتین: Nikatenna) یک منطقهٔ مسکونی در سری‌لانکا است که در استان مرکزی (سری‌لانکا) واقع شده‌است.